# Knipserejer
Knipserejer og pistolrejer er rejearter i familien Alpheidae.

## Klassifikation
Familie: Alpheidae
- Slægt: Alpheus
  - Alpheus bellulus (Tiger knipsereje)
  - Alpheus brevicristatus
  - Alpheus heterochaelis
  - Alpheus thomasi
- Slægt: Athanas
- Slægt: Potamalpheops
  - Potamalpheops tigger
- Slægt: Synalpheus
- Slægt: Automate
  - Automate salomoni
  - Automate hayashii
- Slægt: Coronalpheus
- Slægt: Bermudacaris
  - Bermudacaris australiensis
  - Bermudacaris harti